# پل حسین‌آباد جنگل
پل حسین‌آباد جنگل مربوط به دوره صفوی است و در شهرستان میان‌جلگه، روستای حسین‌آباد جنگل واقع شده و این اثر در تاریخ ۲۴ اسفند ۱۳۸۴ با شمارهٔ ثبت ۱۵۲۵۴ به‌عنوان یکی از آثار ملی ایران به ثبت رسیده‌است.